# 我們應對離別的方式
《我們應對離別的方式》（韓語：이별에 대처하는 우리의 자세，又譯《我們應對離別的姿態》）是韓國MBC電視台於2005年7月至9月期間播放的水木連續劇，由崔江熙、金旻鍾、沈志浩、金亞中等演出。

## 劇情介紹
金健英在師範大學畢業後，就一直準備考教師資格試，但一直不成功。有一日，健英在圖書館遇見韓載民，並受到他的熱烈追求，兩人更成為情侶。不過，載民的目的其實是讓健英說服她在李瑞俊的攝影工作室工作的弟弟（也是載民的朋友）讓他在那裏工作，從而令載民能夠接近與工作室有業務來住的徐熙媛。後來，知道了事實真相的健英感到很傷心，但她想出了「合約分手」這個方法來減輕她的痛苦。健英在一次與載民爭吵的時候，不小心打破了在攝影工作室的鏡頭，她唯有也在那工作。在健英與瑞俊一起工作同時，他們彼此之間互有好感，而載民也在失去健英後，發覺自己已經愛上了她......

## 人物介紹
- 崔江熙 飾 金健英
- 金旻鍾 飾 李瑞俊
- 沈志浩 飾 韓載文
- 金亞中 飾 徐熙媛

## 外部連結
- 本劇韓國MBC官方網站 （页面存档备份，存于） 

| MBC 水木劇                          | MBC 水木劇                                   | MBC 水木劇 |
| ----------------------------------- | -------------------------------------------- | ---------- |
|                                     | 我們應對離別的方式 （2005.7.27 - 2005.9.15） |            |
| 我叫金三順 （2005.6.1 - 2005.7.21） | 秋日驟雨 （2005.9.21 - 2005.11.10）          |            |